# Chaiwat Klinpeng
Chaiwat Klinpeng ist ein thailändischer Fußballspieler.

## Karriere
Chaiwat Klinpeng stand bis Mitte 2016 beim Assumption United FC unter Vertrag. Wo er vorher gespielt hat, ist unbekannt. Der Verein aus der thailändischen Hauptstadt Bangkok spielte in der dritten Liga des Landes, der damaligen Regional League Division 2. Hier trat man in der Western Region an. Im Juli 2016 wechselte er zum BBCU FC. Mit dem Verein, der ebenfalls in Bangkok beheimatet war, spielte er in der ersten Liga, der Thai Premier League. Für BBCU absolvierte er vier Erstligaspiele. Am Ende der Saison musste er mit dem Klub in die zweite Liga absteigen. Seit Anfang 2017 ist er vertrags- und vereinslos.